# Gare de Biache-Saint-Vaast
Gare de Biache-Saint-Vaast vasútállomás Franciaországban, Biache-Saint-Vaast településen.

## Vasútvonalak
Az állomást az alábbi vasútvonalak érintik:
- Párizs-Lille-vasútvonal

## Kapcsolódó állomások
A vasútállomáshoz az alábbi állomások vannak a legközelebb:
- Gare de Rœux
- Gare de Vitry-en-Artois